# AY Волка
AY Волка (лат. AY Lupi) — одиночная переменная звезда в созвездии Волка на расстоянии (вычисленном из значения параллакса) приблизительно 5146 световых лет (около 1578 парсеков) от Солнца. Видимая звёздная величина звезды — от менее +16m до +14,2m.

## Характеристики
AY Волка — красная пульсирующая переменная звезда, мирида (M:) спектрального класса M. Эффективная температура — около 3286 K.